# Gadji
Gadji est un village du Cameroun situé dans la région de l'Est et le département de la Kadey, à proximité de la frontière avec la République centrafricaine. Il fait partie de l'arrondissement (commune) de Batouri.

## Population l
En 1966, le village comptait 811 habitants, principalement Kaka mbororo. Lors du recensement de 2005, 2295 personnes y étaient dénombrées.